# Систематическая ошибка согласованности
Систематическая ошибка согласованности является одним из видов когнитивных искажений, это явление схоже с предвзятостью подтверждения. Систематическая ошибка согласованности происходит из-за чрезмерной увлеченности людей непосредственно исследовать данную гипотезу, пренебрегая косвенным опытом.
Бывает, результат, полученный непрямым опытом, получается таким же, как и прямым. Предположим, в эксперименте испытуемому представляли две кнопки и говорили, что нажатие одной из них открывает дверь. Прямая проверка этой гипотезы — нажатие кнопки слева; косвенный тест — нажатие кнопки справа. Последние действие — по-прежнему имеющий силу опыт, потому что после нажатия правой кнопки дверь остаётся закрытой и можно сделать вывод о том, что нажимать нужно левую кнопку.
Идея прямого и косвенного контроля применяется и в более сложных экспериментах с целью объяснить возникновение систематической ошибки согласованности у людей. В эксперименте испытуемые проверяют свои неверные гипотезы снова и снова, незначительно видоизменяя, вместо того, чтобы попытаться отказаться от них.
Классический пример иррационального усиления индивидов показал Вэйсон (1960, 1968). Экспериментатор давал испытуемым числовую последовательность «2, 4, 6», говорил, что эта последовательность следует определенному правилу, и давал задание найти правило, лежащее в основе последовательности. Большинство испытуемых ответили на задачу, быстро решив, что основное правило «числа, восходящие на 2», а также предоставили в качестве доказательства множество последовательностей, согласующихся с этим правилом, например, «3, 5, 7».
Каждая из этих последовательностей соответствует основному правилу, которое задумал экспериментатор, хотя правило «цифры в порядке возрастания на 2» не является фактическим критерием, который используется. Однако, поскольку субъекты преуспевают неоднократно, решая задачи тем же одним принципом, они наивно полагают, что их выбранная гипотеза верна. Когда экспериментатор сообщает испытуемым, что их гипотеза неверна, многие субъекты пытаются изменить формулировку правила, не меняя свой смысл, и даже те, кто переключаются на косвенное тестирование, не могут отказаться от части правила «+ 2», и производят схожие правила, такие как «первые два номера в последовательности являются случайными, а третий номер — второй номер плюс два». Многие субъекты никогда не обнаруживают решение, что фактическое правило, использованное экспериментатором — просто список возрастающих чисел, из-за неспособности испытуемых рассмотреть непрямые проверки их гипотезы.
Ошибка использована Элиезером Юдковским под названием «положительная предвзятость» в восьмой главе книги Гарри Поттер и методы рационального мышления. Там же приводится пример, что фактическим правилом могло быть не только «три действительных числа в порядке возрастания, от меньшего к большему», а и вообще «любые три числа». Для исключения «положительной предвзятости» следовало рассмотреть непрямые проверки, особенно те, на которые был бы получен ответ «неверно».